# Ульянов Ілля Миколайович
Ілля Миколайович Ульянов (прізвище при народженні Ульянин) (19 [31] липня 1831, Астрахань — 12 [24] січня 1886, Симбірськ) — російський державний діяч та педагог. Дійсний статський радник.
Відомий завдяки своїм дітям, діячам революційного руху в Російській імперії. Сини: Олександр Ульянов, Володимир Ульянов-Ленін, Дмитро Ульянов; доньки: Анна Ульянова-Єлізарова і Марія Ульянова.

## Походження
При народженні Іллі Миколайовича в церковній метричній книзі було записано: «Дев'ятнадцятого числа астраханськ. мещ. Миколи Василя Ульяніна і законної дружини його Ганни Олексіївни син Ілля». Згодом він змінив своє прізвище з Ульянин на Ульянов. Коли народився Ілля, його батькові Миколі Ульянину вже виповнилося 60 років..
Біографічні матеріали про батьків В. І. Леніна багато років збирала Маріетта Шагінян. Перше видання її хроніки «Сім'я Ульянових» вийшло в світ в 1935 р. і викликало різке невдоволення Сталіна. 5 серпня 1936 з'явилася Постанова Політбюро ЦК ВКП(б), прийняте з ініціативи Сталіна, «про роман Маріетти Шагінян „квиток з історії“ частина 1. „Сім'я Ульянових“», в якому автора роману піддали критиці, а роман потрапив до списку заборонених книг..

### Батько
Микола Васильович Ульянин(1770-1838) — Астраханський міщанин, який працював кравцем-ремісником. Колишній кріпак селянин з села Андросово, Сергацької округи (повіту), Нижегородської губернії, що в 1791 р. пішов на оброк до Астрахані й не повернувся до свого поміщика Брехова, кинувши того з оброком.
В Астрахані діяв указ «від 14 березня 1745 року, що прописує для кріпаків батіг і висилку до поміщика, а при рецидиві — рвання ніздрів, таврування та інші приємні речі.» Микола Васильович прямо потрапляв під статтю: «При ревізії в Астрахані з'явилися багато з підлих, оголосили про себе, що не знають своїх поміщиків, ні того, де народилися, яких за указом про ревізії вислати оттоль велено, а оні підлі люди, за звичкою жити колом Астрахані, від тієї висилки біжать в Персію і там басурманятся, також в степу на Кубанску сторону на річку Куму і на Бухарску сторону за Яїк і там, звіриним промислом харчуючись, по-звірячому у відчаї живуть».
Тодішня російська імператриця, Катерина Друга, дещо гуманізувала покарання і надала, можливість деяким залишатися. Виглядало це так: «тих підлих, які затримані будуть, бити нещадно батогами з трьох разів, і які з них зізнаються, тих висилати до своїх поміщиків, а які і з третього разу в утвердженні своєму утвердяться, тих приписувати до казенних вотчин і при рибних промислах залишати».
Власне, Микола Васильович так і жив, поки на російський престол не зійшов Павло I. Павло Петрович дивився на Астраханську і, в 1797 році, Микола Васильович Ульянов, як і більшість його колег, був зарахований до «Астраханського старозайшовшого товариства». Це переводило його до розряду державних селян та давало можливість спокійно й відкрито влаштуватися в Астрахані.
Спочатку Микола Васильович оселився у селищі Новопавлівському. А в 1808 році переселився до самого міста, був прийнятий до цеху фарбувальників і кравців та зарахований до міщанського стану.
У 1812 році, заробивши невеликий статок, купив будинок та одружився (що рідкість — по любові) на міщанці Анні Алексєєвій Смирновій. У 1831 році у них народиться четвертий за рахунком син, Ілля.

### Мати
Анна Олексіївна Смирнова (1800-1871) — дочка астраханського міщанина Олексія Лук'яновича Смирнова — у 1823 році, у віці двадцяти трьох років виходить заміж за п'ятдесятитрирічного міщанина Ново-Павлівської слободи — Миколи Васильовича Ульянина або Ульянинова. У шлюбі Анна Олексіївна народила п'ятьох дітей: трьох дівчаток і двох хлопчиків. Останньою дитиною в сім'ї був Ілля..
Марієтта Шагінян пише, що Анна Олексіївна Смирнова по батьківській лінії походила з роду хрещених калмиків.

## Життєпис

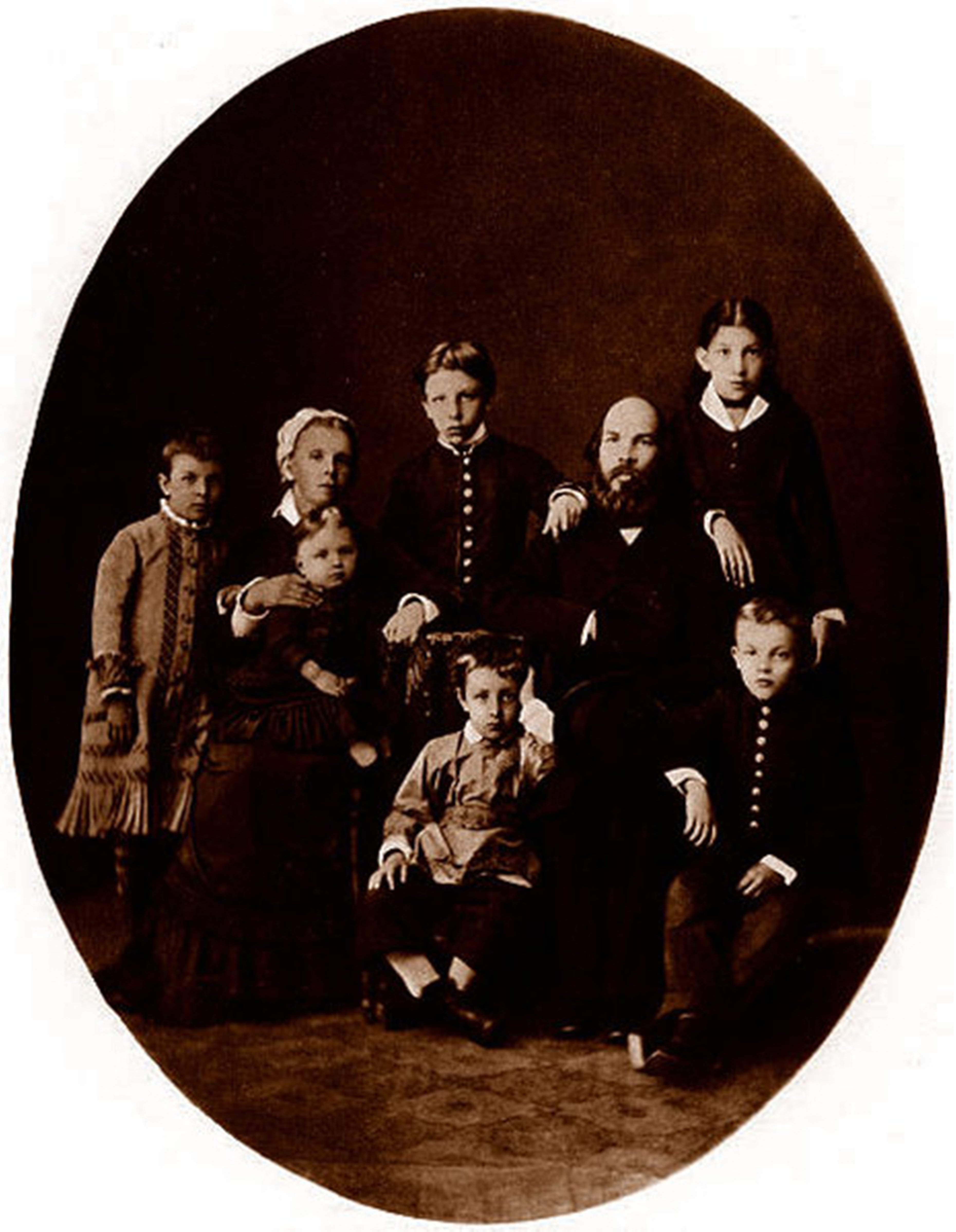
Сімья Ульянових (фото 1879 року).

19 (31) липня 1831 р. — народився в родині кравця.
Ілля рано втратив батька, виховувався піклуванням старшого брата, Василя Миколайовича.
Закінчив Астраханську гімназію зі срібною медаллю в 1850 році і фізико-математичний факультет Казанського університету в 1854 році зі ступенем кандидата математичних наук (тобто з відзнакою).
Після закінчення університету Ілля Ульянов почав працювати старшим вчителем математики в Пензенському дворянському інституті (1855—1863 рр.) з завідуванням Інститутською метеорологічною станцією.
У 1863 році одружився з Марією Олександрівною Бланк та перевівся старшим вчителем математики й фізики до Нижегородської чоловічої гімназії, одночасно працюючи викладачем і вихователем в інших навчальних закладах Нижнього Новгорода.
У 1869 році Ілля Ульянов отримує призначення на посаду інспектора народних училищ Симбірської губернії, потім, в 1874 році — директора народних училищ Симбірської губернії.
З 1877 року — дійсний статський радник, чин давав право на спадкове дворянство.
Надія Крупська у своїх спогадах зазначала, що «як педагог, Ілля Миколайович особливо старанно читав Добролюбова».
Ілля Миколайович Ульянов помер, перебуваючи на службі, від крововиливу в мозок на 55-му році життя. Похований на кладовищі Покровського монастиря міста Симбірська.

## Інспектор і директор народних училищ

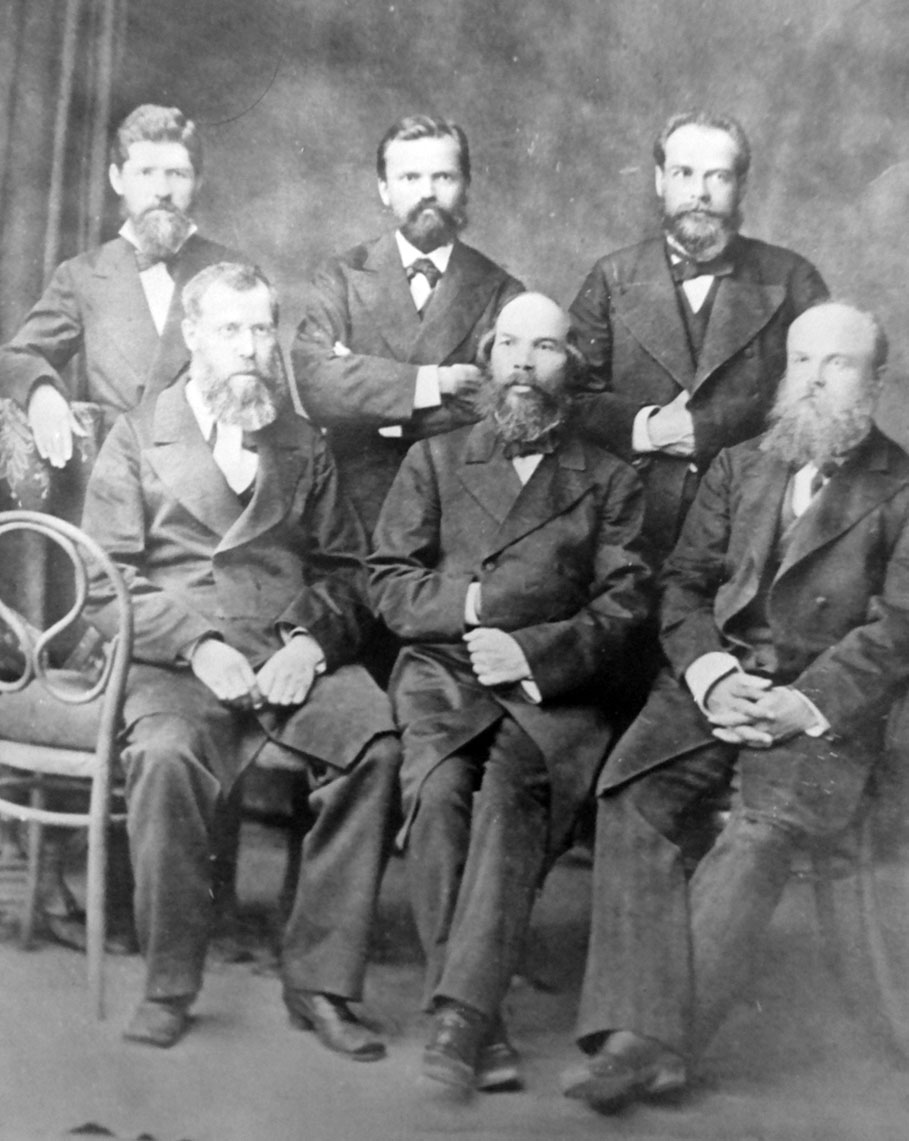
Інспекція народних училищ Симбірської губернії с директором І. М. Ульяновим. 1881 рік.

Інспекція народних училищ була заснована в 1869 з ініціативи міністра народної освіти царського уряду Д.Толстого для спостереження і контролю за діяльністю народних шкіл і благонадійністю вчителів. Інспектори народних училищ здійснювали адміністративно-контрольні функції нагляду за земськими школами, парафіяльними, міськими та повітовими училищами. На початку на губернію призначався один інспектор, з 1874 в кожній губернії число інспекторів народних училищ було збільшено до трьох з введенням посади директора.
З положення про початкові народні училища, 1874 р.:
Ст. 20. Завідування навчальною частиною всіх початкових народних училищ довіряється директору народних училищ і інспектору цих училищ, як безпосередньо йому підлеглим помічникам, які призначаються в кожній губернії в тому числі, яке буде визначено Міністерством народної освіти, пропорційно з простором і населеністю оной і з числом наявних в ній училищ.
Ст. 21. Директор народних училищ обирається піклувальником навчального округу з осіб, які отримали вищу освіту, і затверджується на посаді міністром народної освіти. Інспектори народних училищ обираються з осіб, відомих педагогічною досвідченістю, і затверджуються на посаді піклувальником навчального округу.
Ст. 22. Директор народних училищ стежить за ходом навчальної частини в початкових народних училищах як особистим оглядом оних в межах губернії, так одно і по донесенням своїх безпосередніх помічників і взагалі направляє діяльність інспекторів народних училищ; він складається членом і управляє справами губернського училищної ради, засідання якого відбуваються за його участю або ж, в разі його відсутності, за участю іншого члена від Міністерства народної освіти.
Початкові училища не входили в систему державної освіти і утримувалися за рахунок бюджету земств, сільських громад і добровільних пожертвувань і Міністерство народної освіти виділяло на них недостатні кошти. Таким чином, долею інспектора І. М. Ульянова був контроль за створюваними місцевими бюджетами школами в плані правильної постановки навчального процесу. В цілому це було чимало: клопотати перед земством про відкриття нових шкіл, готувати і підбирати гідних вчителів початкових шкіл, стежити за господарським станом шкільних установ, сприяти розвитку громадської думки на користь народної освіти.
У 1869 році в Симбірській губернії числилося 462 народних училища з кількістю учнів понад 10 тис.чоловік, з них не більше 90 відповідали нормі, інші перебували в жалюгідному стані або значилися тільки на папері.
До 1886 року завдяки енергії і наполегливості інспектора і директора народних училищ І. М. Ульянова земства, міські думи і сільські товариства збільшили відпуск коштів на шкільні потреби більш ніж в 15 разів. Було побудовано понад 150 шкільних будівель, а кількість учнів у них зросла до 20 тис.осіб. І це при тому, що якість освіти стала відповідати прийнятим нормам, школи отримали грамотних вчителів і прийнятні для навчального процесу і проживання вчителів будівлі.

## Виписка з формулярного списку
Формулярний список про службу директора народних училищ Симбірської губернії дійсного статського радника Іллі Ульянова. Складений на 12-е січня 1886 року. З міщан.
- Після закінчення курсу в Імператорському Казанському університеті з ступенем кандидата в 1854 році Г.піклувальником Казанського навчального округу призначений виправляє посаду старшого вчителя математики у вищих класах Пензенського дворянського інституту з 7 травня 1855.

- Наказом Урядового Сенату 31 серпня 1860 проведений в титулярні радники зі старшинством з 11 листопада 1855.

- Наказом Урядового Сенату 20 лютого 1862, проведений в колезькі асесори зі старшинством з 11 листопада 1858.

- Наказом г. Попечителя Казанського навчального округу переміщений тим же званням в Нижегородську гімназію 22 червня 1863.

- Наказом Урядового Сенату 12 липня 1863 за № 157 проведений в Надвірні радники зі старшинством з 11 листопада 1862.

- Діяч імператор за удостоєнням Комітету гг. Міністрів ВСЕМИЛОСТИВИЙ зволив за відмінно-старанну службу і особливі праці орден Св. Анни з ст. 19 листопада 1865.

- Наказом Урядового Сенату від 4 липня 1867 за № 155 проведений за вислугою років в колезькі радники зі старшинством з 11 листопада 1866.

- Наказом г. керуючого Міністерством народної освіти від 6 вересня 1869 р за № 19 затверджений інспектором народних училищ Симбірської губернії з 1 вересня 1869.

- Наказом Урядового Сенату по департаменту Геральдій від 25 листопада 1871 р за № 5326 проведений за вислугу років в статські радники зі старшинством з 11 листопада 1870.

- ВСЕМИЛОСТИВИЙ нагороджений за відмінну службу орденом Російська імперія) / Св. Станіслава 2-й ст. 22 грудня 1872.

- Наказом м міністра народної освіти від 17 серпня 1874 р за № 16 призначений директором народних училищ Симбірської губернії 11 липня 1874.

- ВСЕМИЛОВИСТИЙ нагороджений за відмінну службу орденом Св. Анни 2-й ст. 25 грудня 1874.

- ВСЕМИЛОВИСТИЙ нагороджений за відмінно-старанну службу чином дійсного статського радника 26 грудня 1877.

- Наказом г. керуючого Міністерством народної освіти від 15 грудня 1880 за № 15 залишений на службі на один рік за вислугою 25-річного терміну з 11 листопада 1880.

- Пропозицією Г.товариша міністра народної освіти від 27 квітня 1881 р. за № 6126 призначена йому, за вислугу 25-ти років, у пенсію повний оклад платні одну тисячу р., з дня вислуги 25-річного терміну, понад утримання на службі з 11 листопада 1880.

- Наказом г. міністра народної освіти від 7 грудня 1881 за № 10 залишений на службі на чотири роки з 11 листопада 1881.

- ВСЕМИЛОВИСТИЙ нагороджений за відмінно-старанну службу орденом Св. Володимира З ступеня 1 січня 1882.

- ВСЕМИЛОВИСТИЙ нагороджений орденом Російська імперія) / Св. Станіслава 1-го ступеня 1 січня 1886.

- Перебуваючи на службі, помер 12 січня 1886.[12]

## Родина
У 1863 році тридцятидворічний Ілля Миколайович Ульянов одружився з двадцятивосьмирічною Марією Олександрівною Бланк.
У Іллі Миколайовича і Марії Олександрівни Ульянових народилося 8 дітей, двоє з яких померли в дитинстві:
- Анна (1864-1935).
- Олександр (1866-1887).
- Ольга (1868-1869).
- Володимир (1870-1924).
- Ольга (1871-1891).
- Микола (1873-1873).
- Дмитро (1874-1943).
- Марія (1878-1937).

## Нагороди
- Імператорський орден Святого Рівноапостольного князя Володимира
- 2 Орден Святої Анни
- 2 Орден Святого Станіслава (Російська імперія)

## Пам'ять
Ім'ям І. М. Ульянова названі:
- Ульяновський державний педагогічний університет імені І. М. Ульянова
- Чуваський державний університет імені І. М. Ульянова[14]
- Школа № 6 імені І. М. Ульянова (Ульяновськ)
- Парк імені І. М. Ульянова (Ульяновськ)
- Сквер імені І. М. Ульянова (Ульяновськ)
- Сквер Ульянових на Жовтневій площі в Астрахані
- Музей-читальня імені І. М. Ульянова (Пенза)
- Вулиця в Саранську
- Вулиця в Нижньому Новгороді
- Пам'ятник І. М. Ульянову (вул. 12 вересня, Ульяновськ)
- Пам'ятник І. М. Ульянову (бульвар Новий вінець, Ульяновськ)
- Могила І. М. Ульянова (сквер ім. І. м. Ульянова, колишній Покровський некрополь, Ульяновськ)
- Пам'ятник І. М. Ульянову (Астрахань)
- З 1996 року, розпорядженням глави Адміністрації Ульяновської області, призначені премії імені І. М. Ульянова, кращому вчителю, кращому студенту науково-дослідну роботу з методики і педагогіки.